# Archidiecezja Tororo
Archidiecezja Tororo (łac.: Archidioecesis Tororoensis) – diecezja rzymskokatolicka w Ugandzie. Powstała w 1894 jako wikariat apostolski Górnego Nilu. W 1951 przemianowana na wikariat Tororo. Podniesiona do rangi diecezji w 1953 a archidiecezji w 1999. Na jej terenie działa 45 parafii oraz 984 misje.

## Działalność
Archidiecezja Tororo prowadzi 26 przedszkoli, 439 szkół podstawowych, 45 liceów, 11 techników oraz po jednym uniwersytecie, centrum szkolenia nauczycieli oraz wyższym seminarium duchownym.
Na obszarze archidiecezji pracuje dodatkowo 945 katechetów.
Dla miejscowej ludności dostępne są również 2 szpitale, 3 przychodnie, 12 mniejszych miejsc pomocy chorym, 2 domy dla niepełnosprawnych oraz sierociniec.

## Biskupi diecezjalni
- Arcybiskupi metropolici
  - Abp Emmanuel Obbo (od 2014)
  - Abp Denis Kiwanuka Lote (2007 – 2014)
  - Abp James Odongo (1999 – 2007)
- Biskupi Tororo
  - Abp James Odongo (1968 –  1999)
  - Bp John Francis Greif, M.H.M. (1953 – 1968)
- Wikariusze Apostolscy Tororo
  - Bp John Francis Greif, M.H.M.  (1951 – 1953)
- Wikariusze apostolscy Górnego Nilu
  - Bp John Reesinck, M.H.M. (1938 –1951)
  - Bp John William Campling, M.H.M. (1925 –  1938)
  - Bp Johannes Biermans, M.H.M. (1912 – 1924)
  - Bp Henry Hanlon, M.H.M. (1894 – 1911)